# Diecezja Saltillo
Diecezja Saltillo (łac. Dioecesis Saltillensis) – diecezja Kościoła rzymskokatolickiego w Meksyku, sufragania archidiecezji Monterrey.

## Historia
23 czerwca 1891 roku papież Leon XIII konstytucją apostolską Illud in primis erygował diecezję Saltillo. Dotychczas wierni z tych terenów należeli do archidiecezji Monterrey.
19 czerwca 1957 roku diecezja utraciła część swego terytorium na rzecz nowo powstającej diecezji Torreón, zaś 8 stycznia 2003 roku na rzecz diecezji Piedras Negras.

## Ordynariusze
- Santiago de los Santos Garza Zambrano (1893 – 1898)
- José María de Jesús Portugal y Serratos OFM (1898 – 1902)
- Jesús María Echavarría y Aguirre (1904 – 1954)
- Luis Guízar y Barragán (1954 – 1975)
- Francisco Raúl Villalobos Padilla (1975 – 1999)
- José Raúl Vera López OP (1999 – 2020)
- Hilario González García (od 2021)